# The Crazy Hambones
Die Crazy Hambones sind eine deutsche Blues-Band, die sich voll und ganz dem Blues der, wie sie selbst sagen, „letzten 100 Jahre“ verschrieben haben.

## Geschichte
Gegründet wurde die Band von Micha Maass und Peter Crow C (Peter Krause). Später stieß Paul Orta hinzu. 2004 nahmen sie gemeinsam ihr erstes Album Cool Step auf, welches in der Fachwelt hochgelobt wurde (siehe Auszeichnungen). Paul Orta musste die Band bereits 2005 aus gesundheitlichen Gründen wieder verlassen. Für ihn stieg Henry Heggen ein. Von 2009 bis 2010 war Ryan Donohue an der Gitarre und ersetzte Mitgründer Peter Krause, seit 2011 spielt diesen musikalischen Part nun Brian Barnett; mit dem Henry Heggen in seinen Anfängen in England zusammen gespielt hat. Zuweilen arbeitet die Band auch mit Abi Wallenstein zusammen.
Die Band ist als Trio minimalistisch besetzt und von Muddy Waters, Walter Horton, Little Walter und Dr. Ross beeinflusst. Der Name Crazy Hambones bedeutet „Verrücktes Schenkelklopfen“. Das spielten früher die Schuhputzerkinder, um ihre Kundschaft zu unterhalten.

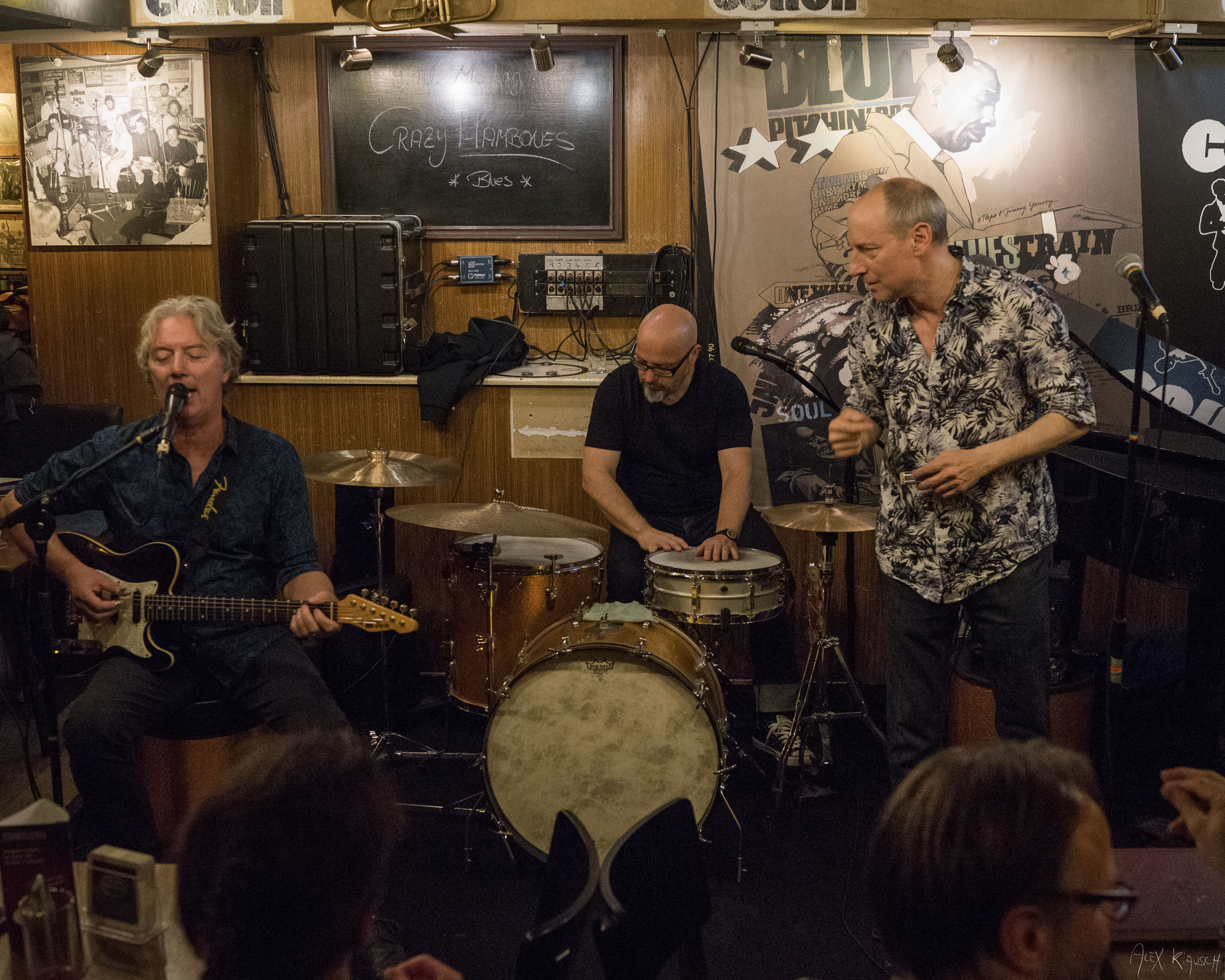
Crazy Hambones spielen im Cotton Club, Hamburg 2017

Die Hambones über sich: „Blues ist wie Lachen und Weinen, dicht an der Seele, beides kann man nicht imitieren, um echt zu sein, deshalb bleibt es für uns ein Abenteuer“.

## Diskografie
- 2004: Cool Step
- 2007: Blowin the Family Jewels
- 2010: Hole in the Roll
- 2015: 45 LIVE
- 2019: Beautiful

## Auszeichnungen
- Mai 2004 zweiter Preis der deutschen Schallplattenkritik
- Mai 2004 Album des Monats im Bayerischen Rundfunk
- August 2004 in Texas bei KNON Platz 3 der Top 25 Blues Alben
- August 2004 Platz 6 der Blues Charts in Dallas Texas erreicht
- November 2004 Australien Living Blues Monthly Platz 2 bei Top 25 JuzBlooz, Warrnambo
- 2004 Bestes Deutsches Bluesalbum von bluesnews blues poll gewählt
- 2009 Jazz & Blues Award Berlin